# Société géologique de France

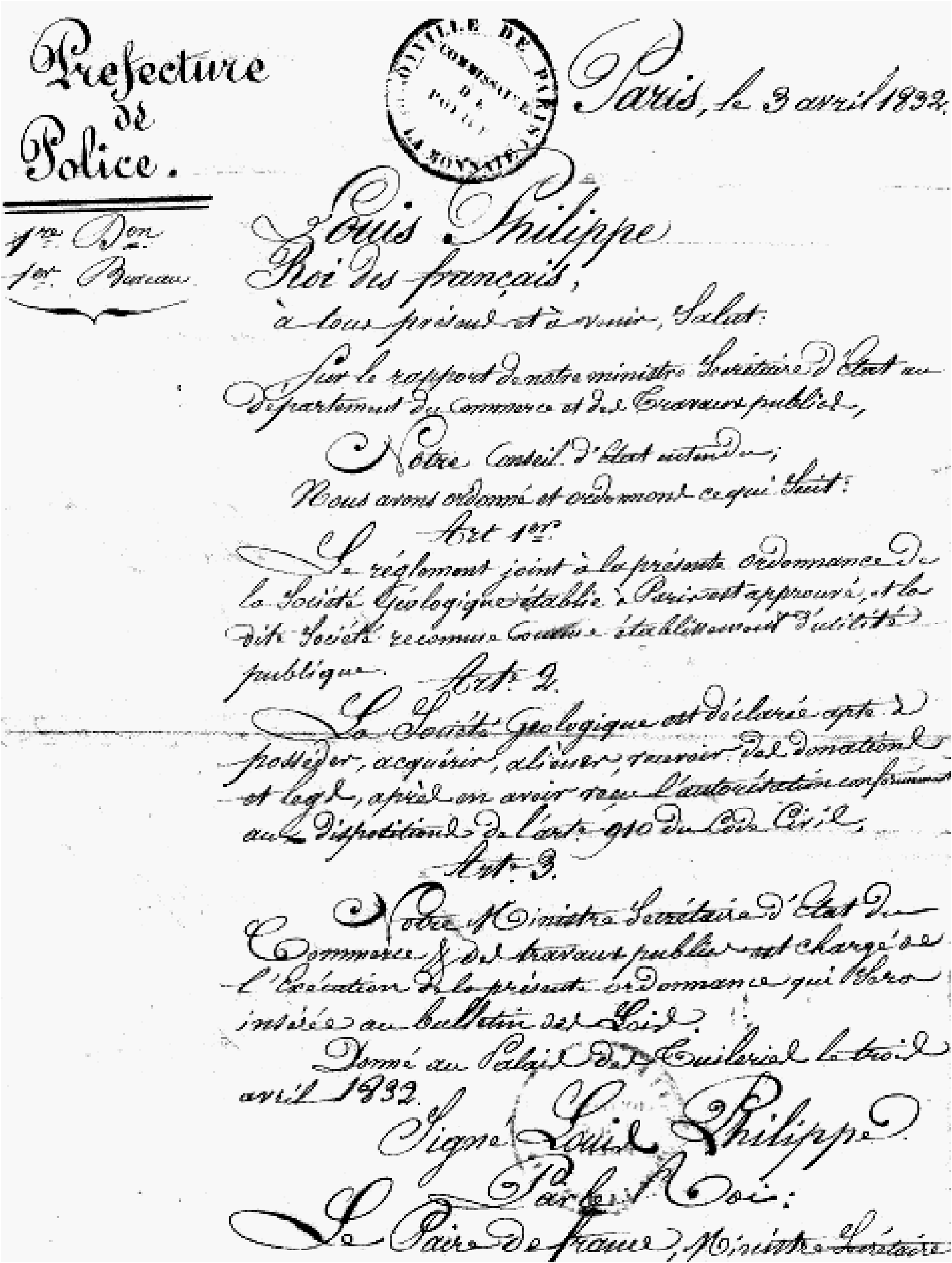
Luigi Filippo decreta la SGF società di pubblica utilità

La Société géologique de France (in italiano  Società geologica di Francia), anche abbreviata con la sigla SGF, è una istituzione scientifica francese fondata il 17 marzo 1830 e riconosciuta di pubblica utilità il 3 aprile 1832.

## Storia
Lo statuto fondativo del 1830 precisava che la SGF nasceva per concorrere al progresso delle scienze della Terra, sia con le proprie attività, sia in rapporto con altre realtà dell'industria, dell'agricoltura, dell'ambiente e dell'educazione. In quel periodo, cioè nella prima metà del XIX secolo, la geologia era una scienza in Francia studiata, principalmente, sotto l'egida del Corpo delle Mine e dall'Académie des sciences.
Constant Prévost, nell'agosto 1830, presentava la SGF al re di Francia, Luigi Filippo, appena asceso al trono, ponendo l'accento sulla libertà di movimento e l'indipendenza intellettuale dei soci, libertà che non poteva essere prerogativa solo della predetta accademia delle scienze e del suo segretario generale Georges Cuvier, le cui idee avevano impedito lo studio e la diffusione delle teorie di Lamarck.
Tuttavia, i  soci della SGF non erano tutti lamarckiani, giacché era implicito e dunque accettato l'incontro-confronto di punti di vista differenti che originava dalla presenza di personalità autorevoli ma culturalmente diverse, come nel caso di Alcide d'Orbigny, un catastrofista convinto, che del resto venne eletto presidente nel 1843. Il primo direttivo della Società venne composto da Louis Cordier, André Brochant de Villiers, Alexandre Brongniart, Armand Dufrénoy, Léonce Élie de Beaumont et Henri-Marie Ducrotay de Blainville. La società si fece conoscere presto all'estero, tanto che nel 1850 il 36% dei suoi soci (186 su 513) non era francese, potendo quindi contare sulla presenza di illustri scienziati stranieri, fra i quali Charles Darwin, Charles Lyell, Roderick Murchison e Lorenzo Pareto.

## Pubblicazioni scientifiche
La SGF pubblica, a partire dalla fondazione, un periodico, il Bulletin de la société géologique de France e, dal 1833, le Mémoires de la société géologique de France. Dal 1890 e fino al 1923 gli atti e le ricerche di paleontologia furono separate in una serie di apposite Mémoires de la société géologique de France/Paléontologie, mentre da quella data sono state raggruppate in una nuova pubblicazione dal titolo Les mémoires. I rendi conto scientifici, pubblicati originariamente sul  Bulletin, dal 1910 sono stati inseriti nei  Comptes rendus des séances, periodico che, tra il 1912 e il 1972, era stato prima ridenominato Compte rendu sommaire des séances de la société géologique de France  e poi, dal 1972 sino al 1997, Bulletin de la société géologique de France. Compte rendu sommaire des séances de la société géologique de France.. Il Bulletin è ancora una delle principali pubblicazioni internazionali a carattere geologico.